# Brandon Davis
Brandon Michael Davis (Atlanta, Georgia, Estados Unidos, 8 de mayo de 1990) es un artista marcial mixto estadounidense que compite en la división de peso gallo de Ultimate Fighting Championship.

## Primeros años
Comenzó a entrenar en jiu-jitsu brasileño a la edad de 20 años, mientras asistía a la Universidad Estatal de Misisipi. Su primera pelea se produjo después de la formación de sólo cuatro meses de entrenamiento. Más tarde, la transición a las artes marciales mixtas (MMA) y se unió al Dana White's Contender Series, donde obtuvo su contrato con UFC.

## Carrera en las artes marciales mixtas

### Inicios
Luchó principalmente en la región sur, especialmente en su estado adoptivo de Misisipi. Participó en el Dana White's Contender Series 4 en 2017 donde ganó el combate contra Austin Arnett y fue firmado por UFC. Acumuló un récord de 8-2, con una racha de siete victorias antes de unirse a UFC.

### Ultimate Fighting Championship
Debutó en la UFC contra Kyle Bochniak el 20 de enero de 2018 en UFC 220. Perdió el combate por decisión unánime.
Se esperaba que se enfrentara a Humberto Bandenay el 18 de febrero de 2018 en UFC Fight Night: Cowboy vs. Medeiros. Sin embargo, debido a un problema de visa, Bandenay fue retirado de la cartelera y fue sustituido por Steven Peterson. Ganó el combate por decisión unánime. Este combate le valió el premio a la Pelea de la Noche.
Se enfrentó a Enrique Barzola el 19 de mayo de 2018 en UFC Fight Night: Maia vs. Usman. Perdió el combate por decisión unánime.
Se enfrentó a Zabit Magomedsharipov el 8 de septiembre de 2018 en UFC 228. Perdió el combate por sumisión en el segundo asalto.
Se enfrentó a Randy Costa el 13 de abril de 2019 en UFC 236. Ganó el combate por sumisión en el segundo asalto.
Se enfrentó a Kang Kyung-ho el 17 de agosto de 2019 en UFC 241. Perdió el combate por decisión dividida.
Se enfrentó a Giga Chikadze el 28 de septiembre de 2019 en UFC Fight Night: Hermansson vs. Cannonier. Perdió el combate por decisión dividida. Posteriormente fue despedido de la UFC.

### Carrera después de la UFC
Después de ser liberado de la UFC, firmó con Gulf Coast MMA. Ganó tres combates seguidos, mientras que la captura de la organización del Campeonato de peso gallo. En su primer intento de defensa del título, se enfrentó a Josh Huber por el Campeonato de Peso Gallo de Gulf Coast MMA en Gulf Coast MMA 11 el 14 de agosto de 2021. Ganó el combate por KO en el primer asalto.

### Regreso a la UFC
Se enfrentó a Danaa Batgerel el 16 de octubre de 2021 en UFC Fight Night: Ladd vs. Dumont. Perdió el combate por TKO en el primer asalto.
Se enfrentó a Leomana Martinez el 15 de octubre de 2022 en UFC Fight Night: Grasso vs. Araújo. Perdió el combate por decisión dividida.

## Vida personal
Obtuvo un título de Entrenamiento Atlético en el Itawamba Community College y un título en Ciencias Biológicas en la Universidad Estatal de Misisipi.

## Campeonatos y logros
- Ultimate Fighting Championship
  - Pelea de la Noche (una vez) vs. Steven Peterson[10]
- Gulf Coast MMA
  - Campeonato de Peso Gallo de MMA de Gulf Coast (una vez; actual)
    - Una defensa exitosa del título

## Récord en artes marciales mixtas
| Resultado | Récord | Oponente              | Método                                     | Evento                                    | Fecha                    | Ronda | Tiempo | Localización          | Notas                                          |
| --------- | ------ | --------------------- | ------------------------------------------ | ----------------------------------------- | ------------------------ | ----- | ------ | --------------------- | ---------------------------------------------- |
| Derrota   | 14-10  | Leomana Martinez      | Decisión (dividida)                        | UFC Fight Night: Grasso vs. Araújo        | 15 de octubre de 2022    | 3     | 5:00   | Las Vegas, Nevada     |                                                |
| Derrota   | 14-9   | Danaa Batgerel        | TKO (codazos y puñetazos)                  | UFC Fight Night: Ladd vs. Dumont          | 16 de octubre de 2021    | 1     | 2:01   | Las Vegas, Nevada     |                                                |
| Victoria  | 14-8   | Josh Huber            | TKO (patada al cuerpo y puñetazos)         | Gulf Coast MMA 11                         | 14 de agosto de 2021     | 1     | 1:31   | Biloxi, Misisipi      | Defendió el Campeonato de Peso Gallo de GCMMA. |
| Victoria  | 13-8   | Rey Trujillo          | Decisión (unánime)                         | Gulf Coast MMA 9                          | 20 de marzo de 2021      | 3     | 5:00   | Biloxi, Misisipi      | Combate de peso pluma.                         |
| Victoria  | 12-8   | Jonathan Eiland       | Sumisión (estrangulamiento por detrás)     | Gulf Coast MMA 7                          | 21 de noviembre de 2020  | 2     | 4:00   | Hattiesburg, Misisipi | Ganó el Campeonato de Peso Gallo de GCMMA.     |
| Victoria  | 11-8   | Brad Kelly            | Decisión (dividida)                        | Gulf Coast MMA 6                          | 26 de septiembre de 2020 | 3     | 5:00   | Hattiesburg, Misisipi |                                                |
| Derrota   | 10-8   | Giga Chikadze         | Decisión (dividida)                        | UFC Fight Night: Hermansson vs. Cannonier | 28 de diciembre de 2019  | 3     | 5:00   | Copenhague            | Combate de peso pluma.                         |
| Derrota   | 10-7   | Kang Kyung-ho         | Decisión (dividida)                        | UFC 241                                   | 17 de agosto de 2019     | 3     | 5:00   | Anaheim, California   |                                                |
| Victoria  | 10-6   | Randy Costa           | Sumisión (estrangulamiento por detrás)     | UFC 236                                   | 13 de abril de 2019      | 2     | 1:11   | Atlanta, Georgia      | Debut en el peso gallo.                        |
| Derrota   | 9-6    | Zabit Magomedsharipov | Sumisión (estiramiento de Suloev)          | UFC 228                                   | 8 de septiembre de 2018  | 2     | 3:46   | Dallas, Texas         |                                                |
| Derrota   | 9-5    | Enrique Barzola       | Decisión (unánime)                         | UFC Fight Night: Maia vs. Usman           | 19 de mayo de 2018       | 3     | 5:00   | Santiago de Chile     |                                                |
| Victoria  | 9-4    | Steven Peterson       | Decisión (unánime)                         | UFC Fight Night: Cowboy vs. Medeiros      | 18 de febrero de 2018    | 3     | 5:00   | Austin, Texas         | Pelea de la Noche.                             |
| Derrota   | 8-4    | Kyle Bochniak         | Decisión (unánime)                         | UFC 220                                   | 20 de enero de 2018      | 3     | 5:00   | Boston, Massachusetts |                                                |
| Victoria  | 8-3    | Austin Arnett         | Decisión (unánime)                         | Dana White's Contender Series 4           | 1 de agosto de 2017      | 3     | 5:00   | Las Vegas, Nevada     |                                                |
| Victoria  | 7-3    | Randy Hedderick       | TKO (puñetazos)                            | FFI: Blood and Sand 22                    | 10 de junio de 2017      | 1     | N/A    | Biloxi, Misisipi      | Combate de peso ligero.                        |
| Victoria  | 6-3    | Max Mustaki           | Decisión (unánime)                         | Island Fights 40                          | 14 de abril de 2017      | 3     | 5:00   | Pensacola, Florida    | Combate de peso ligero.                        |
| Victoria  | 5-3    | Latral Perdue         | Sumisión (estrangulamiento por guillotina) | Summit Fighting Championships             | 5 de noviembre de 2016   | 1     | 0:42   | Tupelo, Misisipi      |                                                |
| Derrota   | 4-3    | Dawond Pickney        | Decisión (dividida)                        | Summit Fighting Championships Jackson     | 6 de octubre de 2016     | 3     | 5:00   | Jackson, Misisipi     |                                                |
| Victoria  | 4-2    | Thomas Vasquez        | Decisión (unánime)                         | Summit Fighting Championships 15          | 5 de marzo de 2016       | 3     | 5:00   | Tupelo, Misisipi      |                                                |
| Victoria  | 3-2    | Adam Denton           | TKO (puñetazos)                            | Summit Fighting Championships 14          | 25 de julio de 2015      | N/A   | N/A    | Tupelo, Misisipi      | Regreso al peso pluma.                         |
| Victoria  | 2-2    | Lawrence Purifoy      | Sumisión (estrangulamiento)                | Summit Fighting Championships 13          | 13 de junio de 2015      | N/A   | N/A    | Jackson, Misisipi     | Debut en el peso ligero.                       |
| Derrota   | 1-2    | Jesse Sanderson       | Decisión (unánime)                         | Summit Fighting Championships 11          | 7 de marzo de 2015       | 3     | 5:00   | Tupelo, Misisipi      |                                                |
| Derrota   | 1-1    | Jorge Medina          | Sumisión (estrangulamiento por detrás)     | Summit Fighting Championships 8           | 13 de septiembre de 2014 | 2     | 3:11   | Vicksburg, Misisipi   |                                                |
| Victoria  | 1-0    | Brandon Pemberton     | TKO (puñetazos)                            | Summit Fighting Championships 5           | 19 de julio de 2014      | 1     | N/A    | Southaven, Misisipi   |                                                |